# Stortjärnen (Stensele socken, Lappland, 724454-154567)
Stortjärnen är en sjö i Storumans kommun i Lappland och ingår i Umeälvens huvudavrinningsområde.